# Pârâul de Câmpie
La Pârâul de Câmpie est une rivière roumaine, affluent du Mureș, située dans le centre du pays, en Transylvanie.

## Géographie
La Pârâul de Câmpie prend sa source dans le județ de Bistrița-Năsăud à 410 m d'altitude avant de couler dans le sens nord-sud à travers le județ de Mureș, dans la Plaine de Transylvanie (Câmpie Transilvaniei) et de se jeter dans le Mureș, au niveau de la ville de Luduș à 269 m d'altitude.
Elle traverse successivement la ville de Sărmașu, les communes de Mihesu de Câmpie, Zau de Câmpie, Sânger et enfin la ville de Luduș.

## Hydrographie
La Pârâul de Câmpie est un affluent de la rive droite du Mureș. Un barrage, élevé au niveau du village de Zau de Câmpie, a permis la formation d'un grand lac de retenue (133 ha) important pour l'agriculture et la pisciculture de la région.